# Беслан
Бесла́н (осет. Беслæно файле) — город в России, в Республике Северная Осетия — Алания. Административный центр Правобережного района. Образует муниципальное образование «Бесланское городское поселение», как единственный населённый пункт в его составе. Расположен на реке Терек.
Беслан получил печальную мировую известность в связи с терактом в городской школе № 1 в 2004 году.

## География

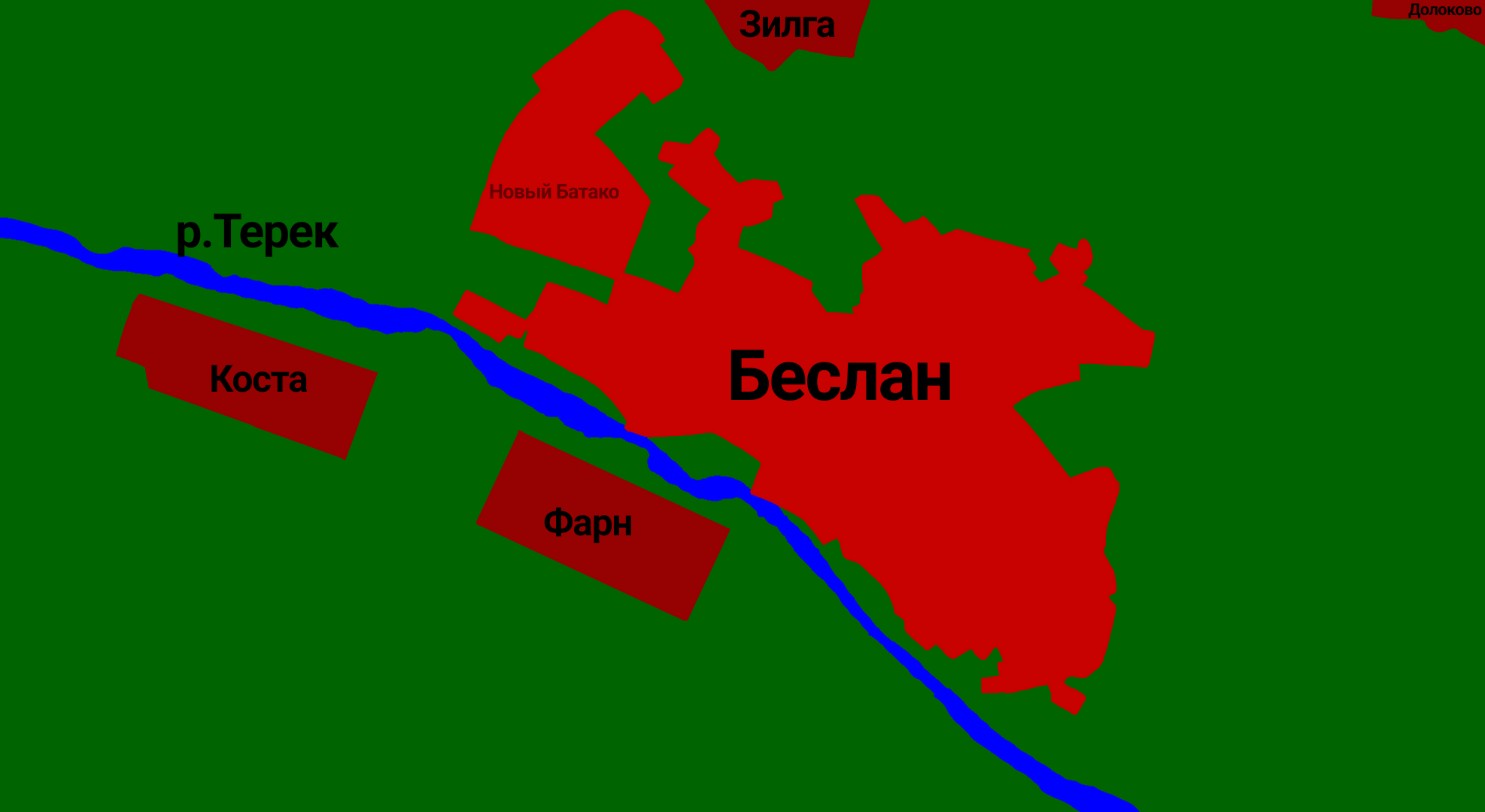
Город Беслан на карте

Город расположен на высоте 494 метра над уровнем моря, на правом берегу реки Терек, в 14 км к северу от города Владикавказа и в 18 км к западу от города Назрани.
Беслан — важный железнодорожный узел, расположенный на ветке Ростов-на-Дону — Баку и являющийся начальным пунктом ветки, ведущей к Владикавказу.
Население — 36 199 чел. (2025). Беслан является вторым по величине городом Северной Осетии после Владикавказа (293 287). Площадь города Беслана составляет 23,17 км².

## Этимология
Основан в 1847 году и первоначально был назван Бесланыкау — «селение Беслана», по имени местного феодала Беслана Тулатова. В официальном употреблении закрепилось название по фамилии — Тулатово или Тулатовское.
В 1941 году село переименовано в Иристон (буквально — «осетинское», от соответствующего этнонима), а в 1950 году, при преобразовании села в город переименовано в Беслан.

## История
Основан в 1847 году переселенцами из горного Тагаурского ущелья Северной Осетии и назван Бесланыкау — «селение Беслана», по имени местного феодала — Беслана Тулатова. Первые фамилии города были Тулатовы, Дударовы, Тхостовы, Аликовы, Дзиовы, Бадуевы, Мамсуровы — всего 11 фамилий. Но в официальном употреблении было закреплено название по его фамилии — Тулатово или Тулатовское. В 1847 году Шнейдер построил железную дорогу между Баку и аулом Тулатова (Беслан). В мае 1860 года Александр II дал согласие на открытие.
Указом Президиума Верховного Совета РСФСР от 26 апреля 1941 года село Тулатово переименовано в Иристон, что в переводе с осетинского означает «Осетия». А в 1950 году, при приобретении статуса города — в Беслан. В основе застройки города — двухэтажные или трёхэтажные дома 1940—1950-х годов.
15—16 сентября 1961 года в городе произошли уличные беспорядки, в которых участвовали 700 человек. Бунт возник из-за попытки милиции задержать пятерых человек. Стражам порядка было оказано вооружённое сопротивление. Один человек убит. Семеро отданы под суд.

### Теракт в Беслане
Беслан получил печальную мировую известность в связи с терактом в городской школе № 1 в 2004 году.
1 сентября 2004 года бесланская школа № 1 была захвачена террористами, 1128 детей и взрослых были взяты в заложники. В результате теракта погибли 333 человека, в том числе 186 детей. В лечебные учреждения за помощью обратились более 1000 человек. В ходе операции по освобождению заложников 3 сентября 2004 года погибли десять бойцов Центра специального назначения ФСБ. Управление «А» («Альфа») потеряло трёх человек, а Управление «В» («Вымпел») — семерых.
Террористический акт в Беслане стал последним в череде терактов весны—лета 2004 года, ответственность за которые, по утверждениям агентства «France Presse» со ссылкой на интернет-сайт «Кавказ-центр», взял на себя чеченский террорист Шамиль Басаев (убийство президента Чечни Ахмата Кадырова 9 мая 2004 года, рейд на Ингушетию в ночь с 21 на 22 июня 2004 года, а также нападение на Грозный, взрывы двух пассажирских самолётов и террористический акт у станции метро «Рижская» в Москве в августе 2004 года).
После теракта президент России Владимир Путин 13 сентября 2004 года объявил о принятии ряда мер, направленных на улучшение социально-экономической ситуации в Южном федеральном округе России, ужесточение борьбы с терроризмом и укрепление государственной власти в стране. В частности, Путин выступил с инициативой отмены прямых выборов высших должностных лиц субъектов Федерации, предложив утверждать их в должности решениями законодательных органов по предложению Президента. Выступив по телевидению, Путин увязал свою инициативу с трагедией Беслана. Законопроект об отмене прямых губернаторских выборов был разработан и принят в декабре 2004 года.

## Население
| 1926    | 1939    | 1959    | 1967    | 1970    | 1976    | 1979    | 1989    | 1992    | 1996    |
| ------- | ------- | ------- | ------- | ------- | ------- | ------- | ------- | ------- | ------- |
| 4800    | ↗5858   | ↗19 385 | ↗25 000 | ↗26 893 | ↗29 600 | ↗29 879 | ↗32 469 | ↗34 100 | ↘33 900 |
| 1998    | 2000    | 2001    | 2002    | 2003    | 2005    | 2006    | 2007    | 2008    | 2009    |
| ↗34 300 | ↗34 500 | ↗34 600 | ↗35 550 | ↗35 600 | →35 600 | ↗35 700 | ↗35 800 | ↗36 000 | ↗36 183 |
| 2010    | 2011    | 2012    | 2013    | 2014    | 2015    | 2016    | 2017    | 2018    | 2019    |
| ↗36 728 | ↗36 729 | ↗36 864 | ↗37 037 | ↘36 991 | ↗37 063 | ↘37 034 | ↘37 025 | ↗37 029 | ↗37 196 |
| 2020    | 2021    | 2023    | 2024    | 2025    |         |         |         |         |         |
| ↗37 371 | ↘35 929 | ↗36 011 | ↗36 160 | ↗36 199 |         |         |         |         |         |

На 1 января 2025 года по численности населения город находился на 415-м месте из 1124 городов Российской Федерации.
Национальный состав
По данным переписи 2002 года: осетины — 78,77 %, русские — 14,51 %.
По данным Всероссийской переписи населения 2010 года:
| № | Национальность | Численность, чел. | Доля    |
| - | -------------- | ----------------- | ------- |
| 1 | осетины        | 30 637            | 83,41 % |
| 2 | русские        | 4377              | 11,92 % |
| 3 | армяне         | 469               | 1,28 %  |
| 4 | другие         | 1245              | 3,39 %  |
| 5 | всего          | 36 728            | 100 %   |

По итогам переписи населения 2020 года проживали следующие национальности (национальности менее 1 % и другое, см. в сноске к строке «Другие»):
| Национальность | Численность, чел. | Доля     |
| -------------- | ----------------- | -------- |
| Осетины        | 31 511            | 87,70 %  |
| Русские        | 3297              | 9,18 %   |
| Армяне         | 418               | 1,16 %   |
| Другие         | 703               | 1,96 %   |
| Итого          | 35 929            | 100,00 % |

## Образование, культура и парки
- Гимназия
- 10 средних школ.

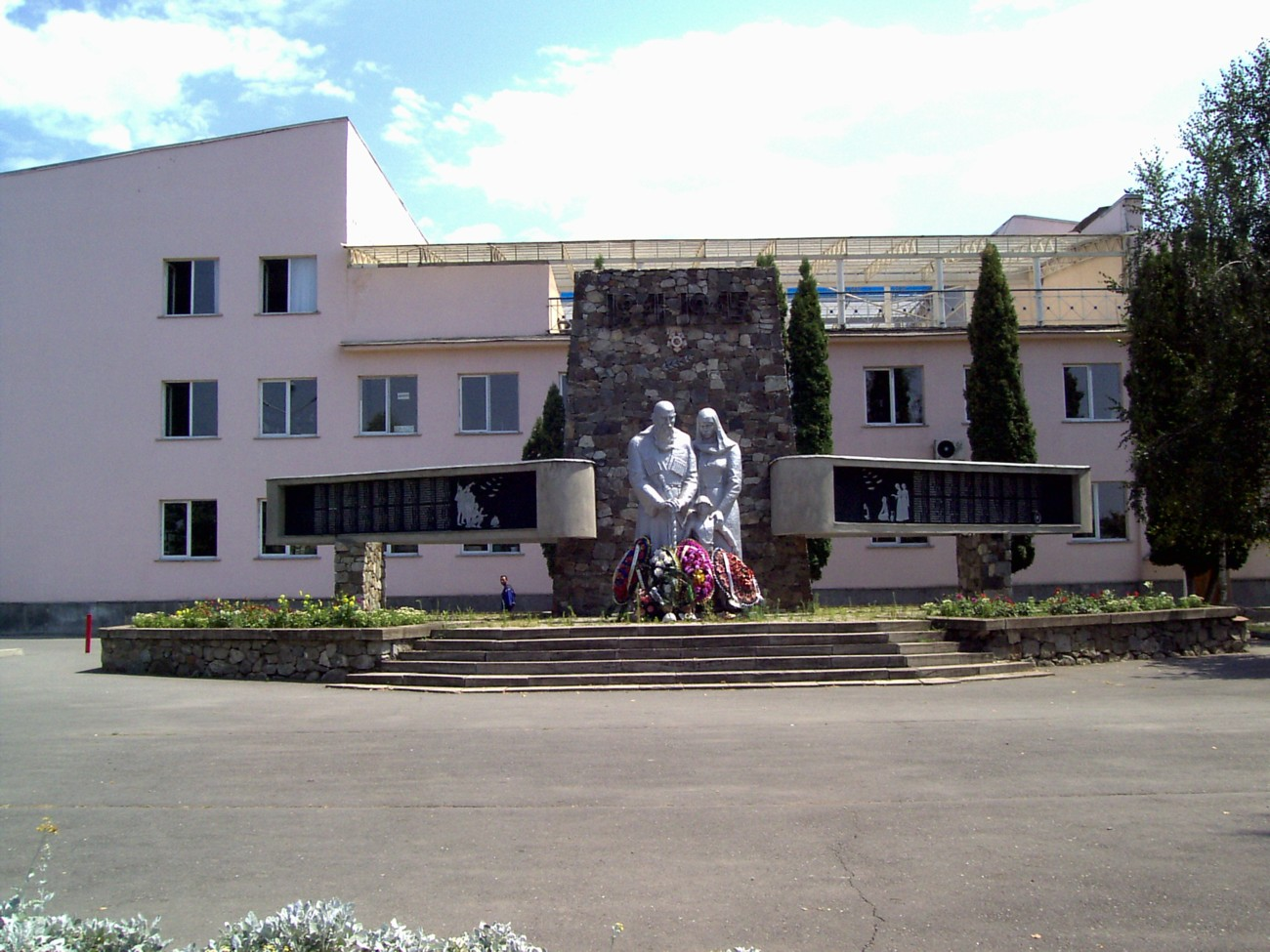
Мемориал в память о жертвах Великой Отечественной войны возле Дома культуры

- Школа-интернат имени Ивана Каниди (учителя физкультуры, погибшего в теракте 3 сентября 2004 года)
- Музыкальная школа,
- Бесланская воскресная школа,
- Спортивная школа имени И. Каниди,
- Спортивная школа имени Б. Кудухова,
- Художественная школа,
- ПТУ Правобережного район,
- Районный дворец культуры,
- Дом пионеров (дом культуры),
- Дворец культуры «БМК»,
- Народный театр,
- Детский театр,
- Городской парк культуры и отдыха,
- Сквер Заура Джибилова,
- Парк «БМК»,
- Сквер «БМК» (треугольник),
- Кинотеатр.

## Здравоохранение
- Северо-Кавказский медицинский центр,
- Правобережная районная больница,
- Станция скорой мед.помощи,
- Бесланская поликлиника,
- Бесланская детская поликлиника,
- Инфекционное отделение,
- дневной стационар,
- детский стационар.
- Роддом.

## Связь и средства массовой информации
- В городе выходит газета «Жизнь Правобережья».
- Почтовое отделение

| Номер  | Адрес                   |
| ------ | ----------------------- |
| 363021 | Коминтерна ул., 150б    |
| 363022 | Лермонтова пер., 11     |
| 363023 | Щорса ул., 39а          |
| 363024 | К. Хетагурова ул., 104А |
| 363025 | Комсомольская ул., 74   |
| 363026 | Дзарахохова ул., 37     |
| 363027 | Тимирязева пер., 8      |
| 363029 | Генерала Плиева ул., 19 |

- Евросеть

## Экономика
Беслан является одним из центров осетинского спиртопроизводства.
Промышленность
- Спиртзавод «Феникс»
- Спиртзавод «Возрождение»
- Спиртзавод «Ариана»
- Водочный завод «Победит»
- Водочный завод «Исток»
- Винный цех
- Нефтебаза «Энергос»
- Нефтебаза «Ромо»
- Ликёро-водочный завод
- Завод шампанских вин
- Лесоперерабатывающий завод
- Швейная фабрика
- Бесланское хлебоприёмное предприятие № 2
- Бесланский хлебозавод
- Бесланская бойня
- Кирпичный завод
- Щебёночный завод
- Бесланское ДРСУ
- Бесланское РСУ
- МПМК «Правобережная»
- Стройфирма СМП-324
- Зильгинский кирпичный завод
- Предприятие «Стройизделия»
- Завод «Автоспецоборудование»
- Бесланский электромеханический завод — комплектные трансформаторные подстанции
- Завод «Росжелдорстрой» — железобетонные изделия
- Предприятие «Строймост» — железобетонные конструкции

Сельское хозяйство
Развито растениеводство, садоводство и животноводство.
- Бесланский Дендрарий

## Спорт
- Стадион «Пищевик». Открыт в 1934 году. Открыт после реконструкции в 2023 году. Появилось новое футбольное поле и трибуны на 2000 мест[38].

## Религия
Русская православная церковь
- Церковь Святого Георгия Победоносца[39]
- Церковь Святой Великомученицы Варвары — подворье Свято-Успенского Аланского мужского монастыря,
- Церковь Святых Новомучеников и Исповедников Российских (на месте теракта в школе),
- Часовня Святого благоверного Александра Невского
- Часовня Святого Георгия (около города)

Евангельские христиане
- Местная религиозная организация «Церковь Христиан Веры Евангельской» (пятидесятников) «Христианская Миссия» г. Беслан Республики Северная Осетия — Алания
- Церковь «Очищение».

Ислам
- Мечеть. Построена в начале XX века на личные сбережения жителей Беслана. Во время Советской власти она использовалась как помещение для молокозавода. Усилиями мусульманской общины города мечеть была отреставрирована и вновь открыта в декабре 2010 года[40].

## Достопримечательности
Объекты культурного наследия
- Дом, в котором с 1957 по 1992 год жил Герой Социалистического Труда Казгери Садуллаевич Кайтуков, переулок Аэродромный, 4 — памятник истории
- Дом, в котором в 1960—1977 годах жил Герой Советского Союза Г. С. Окунев, Вокзальная, 47 — памятник истории
- Здания, в которых с мая по ноябрь 1942 года размещались подразделения 9 и 10 стрелковых бригад, а в феврале—марте 1943 года — госпиталь № 3424, ул. Гагарина, 13 — памятник истории
- Здание, где размещалась 131-я стрелковая дивизия, ул. Гагарина, 18 — памятник истории
- Дом, в котором в 1956—1960 годах жил Герой Советского Союза Г. С. Окунев, ул. Горького, 54 — памятник истории
- Здания, в которых в сентябре—октябре 1942 года размещались полевые подвижные госпитали № 493, 4626 и 2251, ул. Дзарахохова, 15 — памятник истории
- Здание, в котором в сентябре—декабре 1942 года размещались воинские части 9-й гвардейской и 131 стрелковой бригад, а также полевой подвижный госпиталь № 576, ул. Дзарахохова, 27/ ул. 8 марта, 2 — памятник истории
- Здание, в котором в июле—декабре 1942 года, январе 1943 года размещались подразделения полевого подвижного госпиталя № 2338, 207 танковой бригады и 328 стрелковой дивизии, ул. Коминтерна, 83 — памятник истории
- Мемориальный комплекс «Город ангелов» — памятник истории. Состоит из двух объектов:
  - Здание школы № 1, ул. Коминтерна, 99
  - Мемориальное кладбище
- Спортивный зал — памятник истории, ул. Коминтерна, 99
- Мемориальные плиты с фамилиями погибших в результате теракта 1—3 сентября 2004 года на территории школы — памятник истории, ул. Коминтерна, 99
- Памятник погибшему командиру спецподразделения Д. А. Разумовскому — памятник истории, ул. Коминтерна, 99
- Православный храм Новомучеников российских — памятник истории, ул. Коминтерна, 99
- Мемориальное кладбище «Город Ангелов» — могилы 266 погибших, памятник истории. На территории кладбища находятся отдельные объекты культурного наследия:
  - Памятник погибшим героям спецподразделений «Альфа» и «Вымпел» и сотрудникам МЧС — памятник истории
  - Поклонный крест — памятник истории
  - Памятник «Хачкар» — памятник истории
  - Скульптура «Древо Скорби» — памятник истории
  - Парк — памятник истории
- Место дома Иналука Тхостова, одного из первых осетинских этнографов — памятник истории, ул. Ленина, 72
- Дом, в котором с весны 1921 по 1922 год помещался исполком сельсовета с. Тулатово — памятник истории, ул. Ленина, 73
- Дом, в котором в 1870—1941 годах жил деятель просвещения Саукудз Цораевич Тхостов — памятник истории, ул. Ленина, 86
- Мечеть — памятник архитектуры регионального значения, ул. Ленина, 88
- Мукомольная (водяная) мельница, принадлежащая в 1880-х годах Пици Захсатовичу Гутиеву, первенцу капиталистического хозяйства города и района — памятник истории, Лермонтовский переулок, 2
- Дом, в котором весной 1920 года находился штаб Юго-Осетинской революционной бригады — памятник истории, Лермонтовский переулок, 5
- Дом Советов — памятник архитектуры, ул. Плиева, 16
- Здание железнодорожного вокзала — памятник архитектуры
- Братская могила бойцов Красной Армии, погибших в 1919 г. — памятник истории, Привокзальная площадь
- Памятник павшим в годы гражданской и Великой Отечественной войн — памятник монументального искусства, Привокзальная площадь
- Здание, в котором с декабря 1942 года по январь 1943 года размещались подразделения полевого подвижного госпиталя № 78 и 389 стрелковой дивизии — памятник истории, ул. Привокзальная, 1
- Здание, в котором в августе—декабре 1942 года размещались подразделения 5-й гвардейской и 59-й стрелковых бригад, 1568 сапёрного батальона — памятник истории, ул. Привокзальная, 5
- Дом, в котором в 1919—1922 годах жил Фёдор Дмитриевич Тараненко (1885—1932), активный участник Октябрьской революции и гражданской войны — памятник истории, ул. Привокзальная, 23
- Здание, в котором с сентября 1942 года по январь 1943 года размещались подразделения 317 стрелковой дивизии, 76 района авиационного базирования, эвакоприёмника № 53 и эвакогоспиталя № 2098 — памятник истории, ул. Революции, 2
- Место аэродрома, на котором в августе—ноябре 1942 года дислоцировалась 9 гвардейская (216) истребительная авиационная дивизия — памятник истории. Восточная окраина города
- Здание школы, в которой в 1931—1937 годах учился Герой Советского Союза Иван Макарович Недвижай; где в мае—декабре 1942 года размещались подразделения 4-го запасного воздушно-десантного полка, 207 и 140 танковых бригад, 76 района авиационного базирования, 275 стрелковой дивизии, 7-й гвардейской и 9-й стрелковых бригад — средняя школа № 2
- Памятник Коста Левановичу Хетагурову, установленный к 80-летию со дня рождения поэта — памятник монументального искусства, парк БМК.